# William Hovell
William Hilton Hovell (26 avril 1786 - 9 novembre 1875) est un explorateur britannique de l'Australie.

## Biographie
Hovell est né à Yarmouth en Angleterre et devint capitaine de la Royal Navy avant de s'installer en Nouvelle-Galles du Sud. Grâce à sa rencontre avec Lord Simeon, il devint maître d'un vaisseau et fit plusieurs voyages commerciaux en Nouvelle-Zélande. En 1819, il s'installa sur un terrain près de Sydney et s'aventura dans l'exploration plus au sud. Il découvrit la vallée du Burragorang, en 1823. En 1824, Sir Thomas Brisbane, le gouverneur, lui demanda de rejoindre Hamilton Hume pour entreprendre l'exploration de ce qui est aujourd'hui la Nouvelle-Galles du Sud et le Victoria, afin d'obtenir plus d'informations sur les rivières coulant au Sud, en direction du golf de Spencer. Hovell avait très peu l'expérience de la brousse mais en avait une grande en tant que navigateur.
Des difficultés apparurent pour le financement de l'expédition. Les deux explorateurs décidèrent alors de financer eux-mêmes la quasi-totalité du voyage. Le gouvernement ne leur fournit que quelques rations de nourriture, des vêtements, des couvertures et des armes provenant des réserves gouvernementales. L'exploration fut lancée le 3 octobre 1824 avec six hommes. Ils ont atteint la garnison de Hume 10 jours plus tard, et le 17 octobre, ils entamèrent l'expédition à proprement parler avec cinq bœufs, trois chevaux et deux chariots. Le 22 octobre, ils se rendirent compte que la seule manière de traverser le fleuve Murrumbidgee, alors en crue, était d'utiliser l'un des chariots comme d'un bateau pour transporter le matériel. Les hommes, les chevaux, et les bœufs n'avaient plus ensuite qu'à traverser à la nage. Un ou deux jours plus tard, dans un paysage accidenté et entrecoupé de cours d'eau, ils eurent de grandes difficultés à trouver une route pour les chariots. Le 27 octobre, ils décidèrent de les abandonner. 
Jusqu'au 16 novembre, ils ne traversèrent que des régions montagneuses difficiles d'accès. Ce jour-là, ils tombèrent sur une grosse rivière qu'Hovell nomma le Hume (Hume River, en anglais), car Hume fut le premier à l'avoir vue. Il s'agissait d'un des accès majeurs au Murray, ainsi appelé par Charles Sturt quelques années plus tard. Il leur était impossible de le traverser, mais après quelques jours, ils finirent par trouver un lieu plus propice pour la traversée. Le 3 décembre, ils atteignirent le Goulburn et le traversèrent sans avoir besoin de bateau. Pendant près de 10 jours, ils traversèrent des régions très difficiles d'accès, mais ils finirent par arriver sur de grandes étendues, et le 16 décembre, Port Phillip était en vue.
Ils longèrent alors la côte au sud-ouest et arrivèrent à ce qui se trouve être aujourd'hui la Baie de Corio, près de Geelong. C'est alors qu'Hovell fit une erreur de calcul de sa position en se trompant d'un degré de longitude et se crut à Western Port. Ils prirent le chemin du retour le 18 décembre et eurent un voyage plus aisé en s'engageant plus à l'ouest. Le 8 janvier 1825, ils vinrent à bout de leurs provisions et durent subsister plusieurs jours en se nourrissant de poissons et d'un kangourou qu'ils avaient réussi à abattre. Le 16 janvier 1825, ils retombèrent sur les chariots qu'ils avaient laissés derrière eux, et deux jours plus tard, ils arrivèrent au lac George.
Le 25 mars 1825, le gouverneur Brisbane mentionna les découvertes de Hovell et de Hume dans une dépêche en indiquant qu'il avait l'intention d'envoyer un navire à Western Port pour l'explorer. Cependant, rien ne fut fait jusqu'à l'arrivée de son successeur, le gouverneur Ralph Darling, vers la fin de 1826. Celui-ci envoya une expédition à Western Port sous la direction du capitaine Wright. Hovell accompagnait l'expédition, et à son arrivée, il se rendit compte de l'erreur de longitude qu'il avait faite précédemment. Hovell explora la région entourant Western Port, plus au nord. Près de la côte, à l'est du Cap Paterson, il découvrit de « grandes quantités de charbon de très bonne qualité». Il s'agissait de la première fois que du charbon était découvert en Victoria. 
Hovell resta pendant cinq mois en expédition mais ne fit plus guère d'autre exploration par la suite. Pendant près de dix ans, il tenta d'obtenir une reconnaissance de la part du gouvernement, en plus de la concession de 1200 acres qui lui a été accordée à la suite de son voyage avec Hume, et à celle de 1280 acres pour le voyage à Western Port. Selon lui, les parcelles étaient « étroites et sujettes à encombrement dépréciant grandement leur valeur, ce qui en fait une rémunération très insatisfaisante ». Il semble n'avoir pas eu gain de cause, mais semble avoir prospéré en se rendant à Goulburn, où il vécut pour le reste de sa vie. Il mourut le 9 novembre 1875, et en 1877 sa veuve légua £6000 à l'Université de Sydney pour la construction d'un mémorial à son honneur. La somme fut employée pour créer la chaire William Hilton Hovell sur la géologie et la géographie physique.
Il est dommage que la relation entre Hume et Hovell se soit envenimmée, en 1854, les conduisant à régler leurs comptes par pamphlets interposés. En décembre 1853, Hovell fut raillé lors d'un dîner public à Geelong, après que son discours eut été publié dans certains journaux. Hume estima que Hovell avait essayé de s'attribuer tout le mérite de l'expédition qu'ils avaient conduite ensemble. Mais le rapport détaillé du discours de Hovell ne semble pas justifier sa réaction violente. Cependant, bien qu'incapable de s'occuper des observations, Hume était le meilleur broussard des deux, en plus d'être un meneur naturel. Mais Hovell était un homme instruit, avec un caractère agréable, et pendant leur expédition, il semble qu'ils se soient bien entendus ensemble. Ils étaient tous deux responsables d'avoir accompli une exploration de qualité et de grande importance. Il est remarquable que leurs découvertes aient été négligées pendant une aussi longue période.
La route William Hovell (William Hovell Drive), reliant les districts de Belconnen et de North Canberra, à Canberra, est nommée en son honneur.